# Slaget vid Slesvig
Slaget vid Slesvig var ett slag som utkämpades mellan Danmark och Preussen den 23 april 1848 under det Slesvig-Holsteinska kriget (1848-50)

## Bakgrund
1848 försökte separatister i hertigdömena Slesvig och Holstein att frigöra sig från den danska kronan. Upprorsmännen fick stöd från det tyska förbundet men beslöt sig ändå för att försöka besegra den danska armén på egen hand. Det blev dock inget framgångsrikt krig för tyskarna som besegrades i slaget vid Bov den 9 mars samma år. Som medlem i det tyska förbundet skickade Preussen en styrka på 12 000 man, under befäl av fältmarskalk Friedrich von Wrangel, för att bistå i kriget mot danskarna. Tillsammans med de övriga förbundstrupperna uppgick Wrangels styrka till över 18 000 man mot den knappt 6 000 starka danska styrkan i Slesvig 

## Slaget
De numerärt underlägsna danskarna hade därför intagit fördelaktiga ställningar sydväst om staden Slesvig. På morgonen den 23 april gick den 12 000 man starka preussiska armén till anfall mot de danska ställningarna. Försvararna under överste Frederik Læssøe kämpade dock tappert, men tvingades till slut ge vika för övermakten. Nederlaget tvingade den danska armén att överge Danevirke och dra sig tillbaka norrut, vilket lämnade Jylland öppet för Wrangels trupper.

### Webbkällor
- http://www.fredericiashistorie.dk/html/fredericia/krige/treaarskrigen/slesvigslag.html